# Sh2-170
Sh2-170 è una nebulosa a emissione visibile nella costellazione di Cassiopea.
Si individua nella parte nordoccidentale della costellazione, circa 5° a nord della stella Caph; il periodo più indicato per la sua osservazione nel cielo serale ricade fra i mesi di agosto e gennaio ed è notevolmente facilitata per osservatori posti nelle regioni dell'emisfero boreale terrestre, dove si presenta circumpolare fino alle regioni temperate calde.
Sh2-170 è una regione H II situata sul Braccio di Perseo a circa 2300 parsec (circa 7500 anni luce) di distanza, nei pressi del bordo di una grande superbolla originata dall'azione combinata del vento stellare dell'associazione stellare Cassiopeia OB5. La responsabile della ionizzazione dei suoi gas è nota con la sigla BD+63 2093; si tratta di una stella di sequenza principale con classe spettrale O9V, facente parte del piccolo e giovane ammasso aperto Stock 18. I bordi della regione ionizzata sono per lo più sfumati, indice di una minore densità alla periferia, fatta eccezione per il lato sudorientale; la stella ionizzatrice si colloca presso il centro, sul bordo anteriore di una piccola nube molecolare isolata. Si ritiene che il 40% della massa del complesso sia costituita da idrogeno neutro monoatomico (HI), situato al di là del fronte di ionizzazione. La sorgente di radiazione infrarossa IRAS 00001+6417, osservabile in direzione della nebulosa, corrisponde a una nube molecolare con emissioni CO situata probabilmente a una distanza superiore, attorno ai 4600 parsec, sebbene il Catalogo Avedisova lo indichi come legato a Sh2-170.